# Primitiva metodister
Primitiva metodister är en metodistisk rörelse grundad 1812 i Staffordshire, England, när två grupper (ledda av Hugh Bourne respektive William Clowe) gick samman.
Genom missionsverksamhetsverksamhet spreds rörelsen till USA där den Primitiva Metodistkyrkan fortfarande existerar.
Engelska Society of the Primitive Methodists gick dock 1932 samman med två andra metodistkyrkor och bildade Brittiska Metodistkyrkan.